# سكشنيتسا كولونيا
سكشنيتسا كولونيا هي قرية تقع ضمن التقسيم الإداري في يابلونا داخل مقاطعة لوبلين في محافظة لوبلين في شرق بولندا.  تقع على بعد حوالي 4 كيلومتر (2 ميل) شمال شرق يابلونا و 16 كيلومتر (10 ميل) جنوب العاصمة الإقليمية لوبلين.
يبلغ عدد سكان القرية 240 نسمة. 